# 한네스 홀름
한네스 마르틴 홀름(스웨덴어: Hannes Martin Holm, 1962년 9월 26일 ~ )는 스웨덴의 영화 감독이다. 프레드리크 바크만의 동명 소설을 각색한 영화 《오베라는 남자》(2015)를 연출하였다.

## 작품
- 1997년: 아담 & 에바
- 2000년: 쉬트 해픈스
- 2002년: 동창회
- 2010년: 비하인드 블루 스키스
- 2012년: 안데르손 인 그리스
- 2013년: 안데르손 히트 더 로드
- 2016년: 오베라는 남자

## 수상 내역
- 2016 제29회 유럽영화상 유러피안 코메디상